# Morina (Kosovo)
Morina (albanisch auch Morinë, serbisch-kyrillisch Морина) ist eine Ortschaft im Westen des Kosovo, die zur Gemeinde Gjakova gehört.

## Geographie
Morina befindet sich am Rand der Albanischen Alpen südlich des Nationalpark Bjeshkët e Nemuna auf einer Höhe von rund 500 m. i. J. Die albanische Grenze mit dem Übergang am Qafa e Morinës (Morina-Pass) liegt rund fünf Kilometer im Westen. Über die M-9.1, die das Dorf etwas südlich passiert, sind es rund 18 Kilometer nach Gjakova.

## Bevölkerung
| Jahr | Einwohner |
| ---- | --------- |
| 1948 | 337       |
| 1953 | 394       |
| 1961 | 473       |
| 1971 | 565       |
| 1981 | 680       |
| 1991 | 653       |
| 2011 | 189       |

Die Volkszählung aus dem Jahr 2011 ergab für Morina eine Einwohnerzahl von 189. Die gesamte Bevölkerung gab an Albanisch zu sein.
Die 189 Personen deklarierten sich als Muslime.